# Zavrelje
Zavrelje is een plaats in de gemeente Župa dubrovačka in de Kroatische provincie Dubrovnik-Neretva. De plaats telt 90 inwoners (2001).